# Italijanska vojna (1536–1538)
Italijanska vojna je potekala med 1536 in 1538. Povod za vojno je bil ponovni francoski vpad v Italijo, a se je po dveh letih bojevanje morala ponovno umakniti.